# Larry Peerce
Lawrence "Larry" Peerce (Bronx, Nova York, Estats Units, 19 d'abril de 1930) és un director de cinema estatunidenc.

## Biografia
Nascut a Bronx, fill de tenor Gener Peerce i de la caçatalents Alice Peerce, Larry va estudiar a la "Universitat de Carolina del Nord a Chapel Hill. El seu debut com a director va ser amb  One Potato, Two Potato , estrenada el 1964 per  Cinema V . La trama, llavors pionera, explica la relació interracial dramàtica entre una blanca divorciada (interpretada per Barbara Barrie, que per a aquest paper va guanyar el premi a la millor actriu al Festival de Canes de 1964) i un empleat negre (Bernie Hamilton).
Entre altres obres, Peerce dirigeix després de diversos episodis del western Branded i la sèrie de televisió de superherois  Batman , abans de dirigir la pel·lícula musical de rock and roll  The Big TNT Show , estrenada el 1966 per l'American International Pictures, amb artistes com ara El Byrds, Ray Charles, Bo Diddley, Donovan, The Lovin 'Spoonful, The Ronettes i  Ike & Tina Turner Revue.
Després de molta televisió, Peerce torna al cinema el 1967 amb The Mystery of the Chinese Junk i amb la pel·lícula de suspens The Incident  amb els actors Martin Sheen i Tony Musante en un dels seus primers papers cinematogràfics. Després va dirigir Goodbye, Columbus (1969), una adaptació de la novel·la de Philip Roth. La pel·lícula permet la nominació com a guionista al Directors Guild of America Award i a Arnold Schulman la nominació a l'Oscar al millor guió adaptat.
Les següents produccions teatrals de Peerce inclouen The Sporting Club (1971),  A Separate Peace , Ash Wednesday (1973), i The Other Side of the Mountain, també coneguda com A Window to the Sky (1975): el teatre dona respostes però menys favorables tant dels crítics co comercial. Després va dirigir una pel·lícula per la televisió The Stranger Who Looks Like Me (1974), així com diversos episodis de la sèrie de televisió per nens  Els Caçafantasmes; després de dirigir teatre, sense massa èxit, es va convertir en director de minisèries de televisió, com  Queenie  (ABC, 1987), The Neon Empire (Showtime, 1988),  Wired  (1989) sobre la vida de John Belushi, la biografia de Jacqueline Kennedy A Woman Named Jackie (NBC, 1991), i John Jakes' Heaven & Hell: North & South, Book III (ABC, 1994). També ha dirigit diverses pel·lícules de televisió, l'última de les quals és Second Honeymoon (2001), amb Roma Downey i Tim Matheson.
També va dirigir un episodi de la sèrie de la CBS dels anys 1960  The Wild Wild West  amb el nom de  Lawrence Peerce .
Peerce es va casar amb Marilyn Hassett, protagonista de moltes pel·lícules que va dirigir des de la meitat fins a finals dels anys 1979.

## Filmografia
Les seves pel·lícules més destacades són:
- 1964: One Potato, Two Potato
- 1966: The Big T.N.T. Show
- 1967: The Mystery of the Chinese Junk
- 1967: The Incident
- 1969: Goodbye, Columbus
- 1971: The Sporting Club
- 1972: A Separate Peace
- 1973: Dimecres de cendra (Ash Wednesday)
- 1974: The Stranger Who Looks Like Me (TV)
- 1975: The Other Side of the Mountain
- 1976: Two-Minute Warning
- 1978: The Other Side of the Mountain Part II
- 1979: The Bell Jar
- 1980: Why Would I Lie?
- 1982: Lluitant pel meu fill (Love Child)
- 1983: I Take These Men (TV)
- 1984: That Was Rock (vídeo)
- 1984: Hard to Hold
- 1985: Love Lives On (TV)
- 1986: The Fifth Missile (TV)
- 1987: Prison for Children (TV)
- 1987: Queenie (TV)
- 1988: Elvis and Me (TV)
- 1989: The Neon Empire (TV)
- 1989: Wired
- 1990: The Court-Martial of Jackie Robinson (TV)
- 1990: Menu for Murder (TV)
- 1991: A Woman Named Jackie (fulletó TV)
- 1992: Child of Rage (TV)
- 1993: Poisoned by Love: The Kern County Murders (TV)
- 1994: Heaven & Hell: North & South, Book III" (fulletó TV)
- 1994: A Burning Passion: The Margaret Mitchell Story (TV)
- 1995: An Element of Truth (TV)
- 1996: The Abduction (TV)
- 1996: Christmas Every Day (TV)
- 1997: Love-Struck (TV)
- 1999: A Secret Life (TV)
- 1999: Holy Joe (TV)
- 1999: The Test of Love (TV)
- 2001: Second Honeymoon (TV)

## Premis i nominacions
Nominacions
- 1964: Palma d'Or per One Potato, Two Potato